# Tour de Flandes 2012
El Tour de Flandes 2012 fue la 96.ª edición de esta clásica ciclista belga. Se disputó el domingo 1 de abril de 2012 entre Brujas y Oudenaarde, con un trazado de 256,9 km. El recorrido incluyó 16 cotas.
La prueba perteneció al circuito UCI WorldTour 2012.
Como gran novedad no se ascendió el Muur-Kapelmuur, punto más espectacular y decisivo de la prueba, debido a que su final se situó en Oudenaarde en lugar de Meerbeke (Ninove) tradicional final en los últimos años.
El ganador final fue Tom Boonen que se impuso en el sprint del terceto cabecero a Filippo Pozzato y Alessandro Ballan, respectivamente.

## Equipos participantes
Tomaron parte en la carrera 25 equipos: los mismos que en la E3 Prijs Vlaanderen-Harelbeke 2012 y en la Gante-Wevelgem 2012, excepto el francés de categoría Profesional Continental del Cofidis, le Crédit en Ligne entrando en su lugar el alemán de la misma categoría del Team NetApp Formando así un pelotón de 199 ciclistas (cerca del límite de 200 ciclistas establecido para carreras profesionales) de 8 corredores cada equipo (excepto el Ag2r La Mondiale que salió con 7), de los que acabaron 106. Los equipos participantes fueron:
| Equipo                           | Cód. UCI | Categoría               |
| -------------------------------- | -------- | ----------------------- |
| Team Saxo Bank                   | SAX      | UCI ProTeam             |
| BMC Racing Team                  | BMC      | UCI ProTeam             |
| Omega Pharma-Quick Step          | OPQ      | UCI ProTeam             |
| Lotto Belisol                    | LTB      | UCI ProTeam             |
| Sky Procycling                   | SKY      | UCI ProTeam             |
| Ag2r La Mondiale                 | ALM      | UCI ProTeam             |
| GreenEDGE Cycling Team           | GEC      | UCI ProTeam             |
| Astana Pro Team                  | AST      | UCI ProTeam             |
| Euskaltel-Euskadi                | EUS      | UCI ProTeam             |
| FDJ-Big Mat                      | FDJ      | UCI ProTeam             |
| Katusha Team                     | KAT      | UCI ProTeam             |
| Lampre-ISD                       | LAM      | UCI ProTeam             |
| Liquigas-Cannondale              | LIQ      | UCI ProTeam             |
| Movistar Team                    | MOV      | UCI ProTeam             |
| Rabobank Cycling Team            | RAB      | UCI ProTeam             |
| Garmin-Barracuda                 | GRM      | UCI ProTeam             |
| RadioShack-Nissan                | RNT      | UCI ProTeam             |
| Vacansoleil-DCM Pro Cycling Team | VCD      | UCI ProTeam             |
| Topsport Vlaanderen-Mercator     | TSV      | Profesional Continental |
| Landbouwkrediet-Euphony          | LAN      | Profesional Continental |
| Accent Jobs-Willems Veranda´s    | ACC      | Profesional Continental |
| Farnese Vini-Selle Italia        | FAR      | Profesional Continental |
| Team Argos-Shimano               | ARG      | Profesional Continental |
| Team Europcar                    | EUC      | Profesional Continental |
| Team NetApp                      | APP      | Profesional Continental |

Como curiosidad, el Tour de Flandes 2012 fue la primera carrera en la que el equipo hasta entonces Project 1t4i corrió con su nueva denominación de Team Argos-Shimano.

## Recorrido

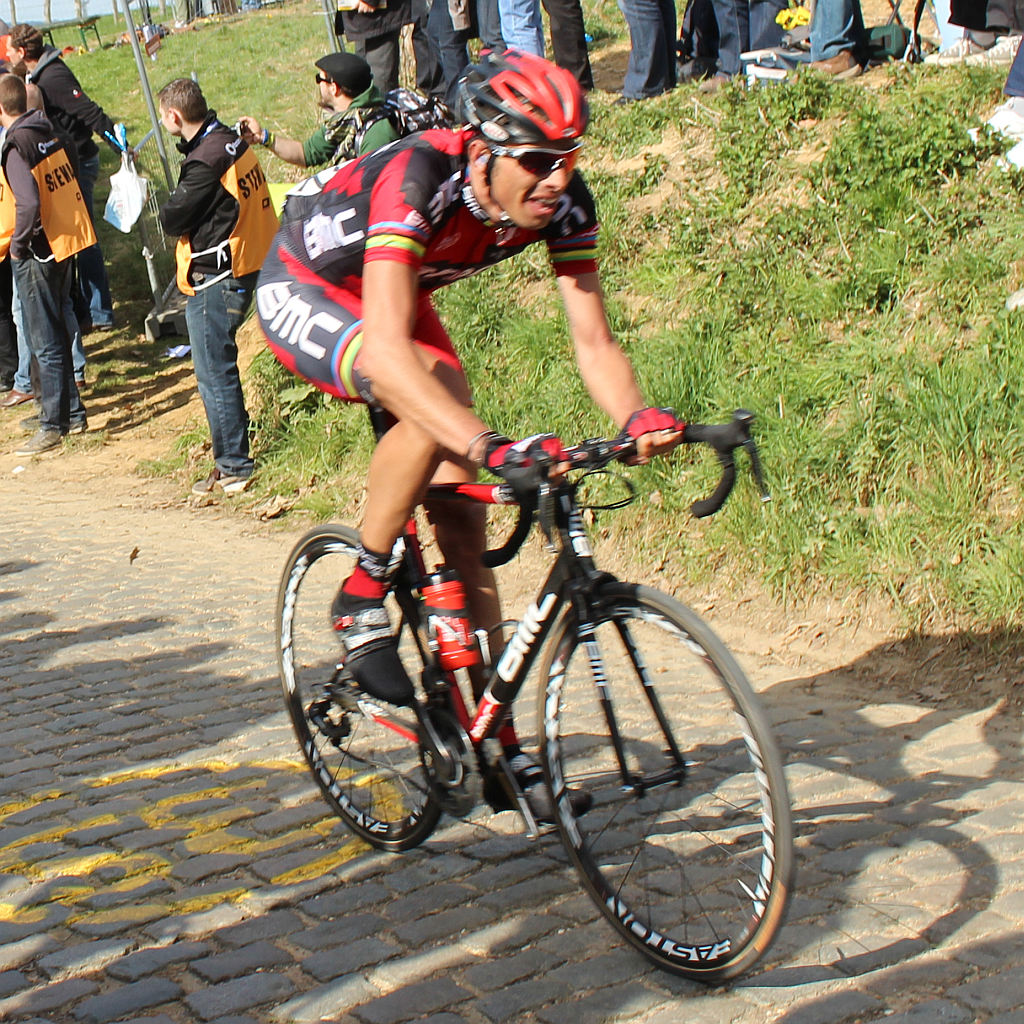
Alessandro Ballan acabó tercero por detrás de Tom Boonen y de Filippo Pozzato.

El recorrido pasó por 16 cotas, 9 de ellas adoquinadas:

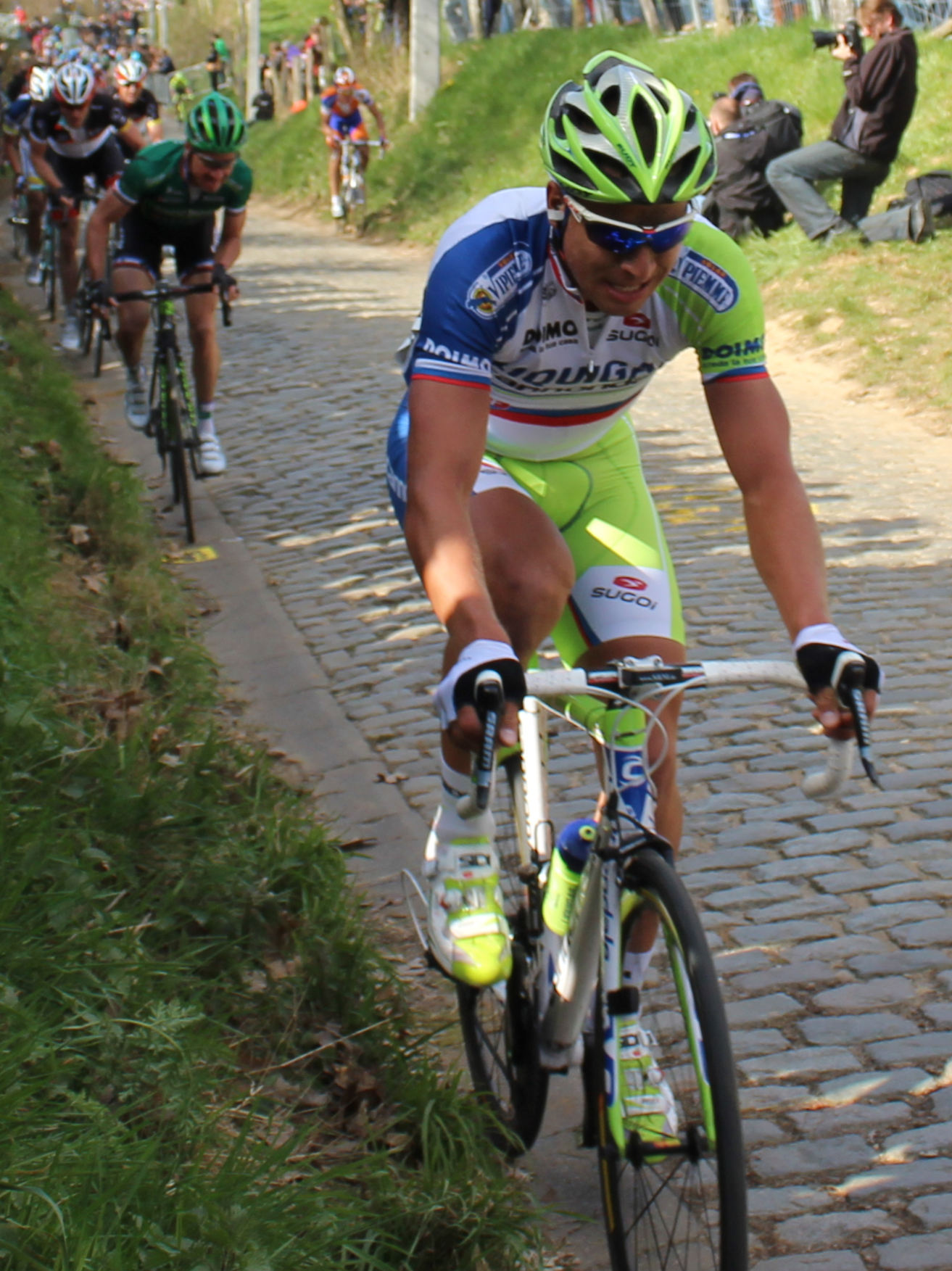
Peter Sagan a su paso por el adoquinado.

| Número | Nombre           | Km    | Tipo         | Longitud (m) | Pendiente media |
| ------ | ---------------- | ----- | ------------ | ------------ | --------------- |
| 1      | Taaienberg       | 119,3 | pavé         | 530          | 6,6 %           |
| 2      | Eikenberg        | 115,7 | pavé/asfalto | 350          | 5,7 %           |
| 3      | Molenberg        | 131,3 | pavé/asfalto | 463          | 7 %             |
| 4      | Rekelberg        | 145,7 | asfalto      | 800          | 4 %             |
| 5      | Berendries       | 149   | asfalto      | 940          | 7 %             |
| 6      | Valkenberg       | 156,8 | asfalto      | 540          | 8,1 %           |
| 7      | Oude-Kwaremont   | 179,5 | pavé/asfalto | 2.200        | 4 %             |
| 8      | Paterberg        | 183   | pavé         | 360          | 12,9 %          |
| 9      | Koppenberg       | 189,6 | pavé         | 600          | 11,6 %          |
| 10     | Steenbeekdries   | 194,9 | asfalto      | 700          | 5,3 %           |
| 11     | Kruisberg/Hotond | 210,1 | asfalto      | 2.500        | 5 %             |
| 12     | Oude-Kwaremont   | 220   | pavé/asfalto | 2.200        | 4 %             |
| 13     | Paterberg        | 223,4 | pavé         | 360          | 12,9 %          |
| 14     | Hoogberg/Hotond  | 230,4 | asfalto      | 3.000        | 3,5 %           |
| 15     | Oude-Kwaremont   | 240,2 | pavé         | 2.200        | 4 %             |
| 16     | Paterberg        | 243,6 | pavé         | 360          | 12,9 %          |

## Clasificación final
| Posición | Ciclista          | Equipo                    | Tiempo    |
| -------- | ----------------- | ------------------------- | --------- |
| 1.       | Tom Boonen        | Omega Pharma-QuickStep    | 6h 4' 33" |
| 2.       | Filippo Pozzato   | Farnese Vini-Neri Sottoli | m.t       |
| 3.       | Alessandro Ballan | BMC Racing                | + 1"      |
| 4.       | Greg Van Avermaet | BMC Racing                | + 38"     |
| 5.       | Peter Sagan       | Liquigas-Cannondale       | m.t.      |
| 6.       | Niki Terpstra     | Omega Pharma-QuickStep    | m.t.      |
| 7.       | Luca Paolini      | Katusha                   | m.t.      |
| 8.       | Thomas Voeckler   | Europcar                  | m.t.      |
| 9.       | Matti Breschel    | Rabobank                  | m.t.      |
| 10.      | Sylvain Chavanel  | Omega Pharma-QuickStep    | m.t.      |